# Tachidiopsis typica
Tachidiopsis typica är en kräftdjursart som beskrevs av Coull 1973. Tachidiopsis typica ingår i släktet Tachidiopsis och familjen Tisbidae. Inga underarter finns listade i Catalogue of Life.